# Please Please Me
 For alternative betydninger, se Please Please Me (sang). (Se også artikler, som begynder med Please Please Me (sang))
Please Please Me er The Beatles' debutalbum udgivet i 1963.
Albummet anses ikke for at være musikalsk epokegørende, men alligevel er det et af de mest populære albums af The Beatles.[kilde mangler]
Hele albummet er indspillet på en enkelt dag. Grunden til det var, at man ikke ville skyde flere penge i projektet, da gruppen ikke blev betragtet som lovende i musikverdenen. Sangen "Twist and Shout", som er det sidste nummer, blev en del vildere end oprindeligt planlagt, da John Lennon bogstaveligt talt "skreg" sig gennem sangen. Det skyldtes, at han var forkølet, og derfor var hans stemme fuldstændig ødelagt efter en hel dags indspilninger. Lennon måtte tage halspastiller for overhovedet at kunne synge sangen.
Da albummet blev indspillet på en enkelt dag, blev der heller ikke gjort meget ud af coverbilledet, som viser de fire Beatler i EMI's hovedkvarter på Manchester Square. Selve albummet blev indspillet i EMI's Studio 2 i EMI Studios på Abbey Road, London.

## Spor
Alle sange skrevet og komponeret af John Lennon og Paul McCartney, medmindre andet er angivet. 
| 1. | "I Saw Her Standing There"            | McCartney           | 2:57 |
| 2. | "Misery"                              | Lennon og McCartney | 1:50 |
| 3. | "Anna (Go to Him)" (Arthur Alexander) | Lennon              | 2:57 |
| 4. | "Chains" (Gerry Goffin, Carole King)  | George Harrison     | 2:26 |
| 5. | "Boys" (Luther Dixon, Wes Farrell)    | Ringo Starr         | 2:27 |
| 6. | "Ask Me Why"                          | Lennon              | 2:27 |
| 7. | "Please Please Me"                    | Lennon og McCartney | 2:03 |

| 8.  | "Love Me Do"                                                  | Lennon og McCartney | 2:22 |
| 9.  | "P.S. I Love You"                                             | McCartney           | 2:05 |
| 10. | "Baby It's You" (Burt Bacharach, Mack David, Barney Williams) | Lennon              | 2:38 |
| 11. | "Do You Want to Know a Secret"                                | Harrison            | 1:59 |
| 12. | "A Taste of Honey" (Bobby Scott, Ric Marlow)                  | McCartney           | 2:05 |
| 13. | "There's a Place"                                             | Lennon og McCartney | 1:52 |
| 14. | "Twist and Shout" (Phil Medley, Bert Russell)                 | Lennon              | 2:33 |